# Lugos, Francija
Lugos je naselje in občina v francoskem departmaju Gironde regije Akvitanije. Naselje je leta 2009 imelo 833 prebivalcev.

## Geografija
Kraj leži v pokrajini Gaskonji znotraj naravnega regijskega parka Landes de Gascogne, 52 km jugozahodno od Bordeauxa.

## Uprava
Občina Lugos skupaj s sosednjimi občinami Le Barp, Belin-Béliet, Saint-Magne in Salles sestavlja kanton Belin-Béliet s sedežem v Belin-Bélietu. Kanton je sestavni del okrožja Arcachon.

## Zanimivosti
- romanska "stara" cerkev sv. Mihaela iz 11. stoletja, z legendo o treh mrtvih in treh živih;

## Promet
- Na ozemlju občine jugozahodno od kraja stoji železniška postaja Gare de Lugos ob progi Bordeaux-Saint-Jean - Irun.